# アスレティック・ビルバオ・フェメニーノ
アスレティック・ビルバオ・フェメニーノ（Athletic Club Femenino）は、スペイン・バスク州ビスカヤ県ビルバオに本拠地を置く女子サッカーチーム。アスレティック・ビルバオの女子サッカー部門であり、2002年に設立された。2021-22シーズンはプリメーラ・ディビシオン・フェメニーナ（1部）に属している。
プリメーラ・ディビシオンでは5回優勝しており、スペインでもっとも優勝回数の多いクラブである。アスレティック・ビルバオの男子チームと同様に、広義のバスク地方で生まれ育つか育成された選手としか契約しない方針を有している。

## タイトル

### 国内
- プリメーラ・ディビシオン (5): 2002–03, 2003–04, 2004–05, 2006–07, 2015–16
- コパ・エウスカル・エリア (7): 2011, 2013, 2014, 2015, 2016, 2017, 2018

## 成績

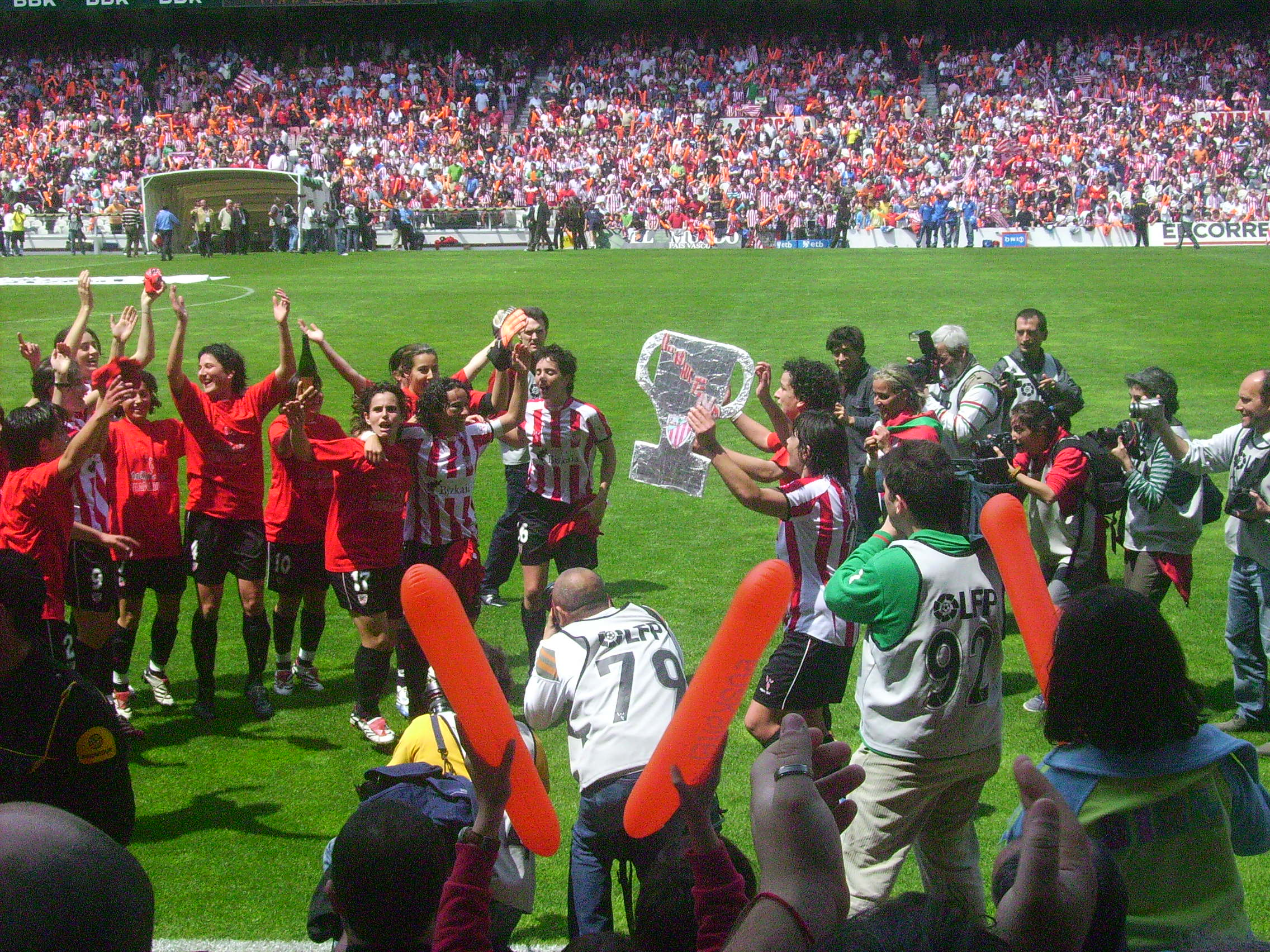
2006-07シーズンのリーグ優勝時

レイオアEFT
| シーズン | 部  | カテゴリー | 国内リーグ | 国内カップ |
| -------- | --- | ---------- | ---------- | ---------- |
| 2000–01  | 3部 | 地域リーグ | 1位        | 不出場     |
| 2001–02  | 2部 | セグンダ   | 1位        | 不出場     |

アスレティック・ビルバオ
| シーズン | 部  | カテゴリー | 国内リーグ | 国内カップ | 欧州カップ          |
| -------- | --- | ---------- | ---------- | ---------- | ------------------- |
| 2002–03  | 1部 | プリメーラ | 優勝       | ベスト8    |                     |
| 2003–04  | 1部 | プリメーラ | 優勝       | ベスト4    | UEFA女子CL1回戦敗退 |
| 2004–05  | 1部 | プリメーラ | 優勝       | ベスト8    | UEFA女子CL1回戦敗退 |
| 2005–06  | 1部 | プリメーラ | 5位        | ベスト8    | UEFA女子CL1回戦敗退 |
| 2006–07  | 1部 | プリメーラ | 優勝       | ベスト8    |                     |
| 2007–08  | 1部 | プリメーラ | 3位        | ベスト8    | UEFA女子CL1回戦敗退 |
| 2008–09  | 1部 | プリメーラ | 3位        | ベスト8    |                     |
| 2009–10  | 1部 | プリメーラ | 3位        | ベスト8    |                     |
| 2010–11  | 1部 | プリメーラ | 3位        | ベスト8    |                     |
| 2011–12  | 1部 | プリメーラ | 2位        | 準優勝     |                     |
| 2012–13  | 1部 | プリメーラ | 2位        | ベスト8    |                     |
| 2013–14  | 1部 | プリメーラ | 2位        | 準優勝     |                     |
| 2014–15  | 1部 | プリメーラ | 3位        | ベスト8    |                     |
| 2015–16  | 1部 | プリメーラ | 優勝       | ベスト8    |                     |
| 2016–17  | 1部 | プリメーラ | 5位        | ベスト8    | UEFA女子CLベスト16  |
| 2017–18  | 1部 | プリメーラ | 3位        | ベスト4    |                     |
| 2018–19  | 1部 | プリメーラ | 5位        | ベスト8    |                     |

## 歴代所属選手
- イレーネ・パレデス 2011-2016